# Ill Skill
『Ill Skill』（イル・スキル）は、Leo Kekoa(L.E.O)が大韓民国で2007年2月13日にリリースした1枚目のアルバムCDである。

## 解説
タイトル曲の『Like That』はハーブ・アルパート&ザ・ティファナ・ブラスの『BITTERSWEET SAMBA』のサンプリング曲である。

## 収録曲
大韓民国保健福祉家族部の下部組織である青少年保護委員会によって「青少年有害媒体物」の指定を受けた曲(19歳未満に販売することや深夜から早朝を除く時間帯の放送が禁止となった曲)には「⑲」のマークを表示する。
1. One Way(一方通行)⑲
2. DJとMC⑲
3. 人生何がある feat.ヤン・ドングン
4. ほら吹き feat.Nan-A
5. Rhythm Of Life feat.アルリ
6. Hot Buda 82.2 feat.MCモン
7. Like That(黄昏から明け方まで) feat.Rhyme Bus
8. Thank U(俺の中にはお前という喜びがある) feat.Jinbo & Nan-A
9. まっすぐ歩け feat.Dokki & REDROC
10. Drop Baby feat.REDROC
11. 天国(Slow Jam) feat.Maboos & ユタ
12. Life Story 2004 feat.Jinbo
13. 長風ソング feat.Juvie Train⑲
14. ほら吹き Part2 feat.Pocyomkin,1 Kyne,Sean2slow & Double K⑲